# Mônica e a Sereia do Rio
Mônica e a Sereia do Rio é um filme de animação brasileiro de 1987 dirigido por Mauricio de Sousa e Walter Hugo Khouri. É o quarto filme baseado na série de histórias em quadrinhos Turma da Mônica, da qual Mauricio é criador. É composto de quatro histórias e conta com a participação da cantora Tetê Espíndola, que contracena em live-action com os personagens em animação. Tais cenas foram gravadas na pousada do Rio Quente, em Goiás. Para o filme, Mauricio seguiu a estrutura de seu primeiro longa-metragem, dividindo-o em histórias. A última, "A Sereia do Rio", foi inspirada por um curta animado no início dos anos 80 com a intenção de exibi-lo na TV Globo.
Mônica e a Sereia do Rio foi lançado nos cinemas em 7 de fevereiro de 1987, sendo relançado em VHS em pelo menos duas outras ocasiões. O filme teve recepção mista da crítica; embora tenham o recomendado para as crianças, eles criticaram aspectos técnicos, atuação e figurino. Foi exibido no Festival de Gramado e no Festival de Brasília do Cinema Brasileiro, além de ter seus bastidores adaptados numa história em quadrinhos da Revista Mônica.

## Enredo
A história começa quando Mônica abre uma porta, entrando num mundo alternativo. Fascinada pela música que está tocando, ela procura a pessoa que está cantando e encontra uma fada (Tetê Espíndola). Mônica diz gostar de contar histórias, dando início à primeira de quatro, "A Gruta do Diabo", onde Cebolinha e Cascão exploram uma gruta, mas "são levados a conhecer os castigos do inferno". Após a história, Mônica tenta reencontrar a fada, agora transformada em onça, dando início a "O Jacaré de Estimação". Nela, um filhote de jacaré escapa do caminhão de um zoológico e foge para o quarto do Cebolinha, que cuida dele como se fosse uma lagartixa.
Após isso, a fada reaparece transformada numa arara, e então começa a história "O Tocador de Sinos", mostrando um gigante, sacristão da igreja. Cebolinha e Cascão o encontram e descobrem que ele tem um talento musical. Por fim, é exibida a história "A Sereia do Rio", onde Tetê aparece como uma sereia, cantando a música-tema. Depois, Mônica pesca uma sereia do mar, mas Cebolinha quer explorá-la comercialmente, ferindo os sentimentos da sereia, então Mônica a defende.

## Elenco
Tetê Espíndola aparece em live-action em Mônica e a Sereia do Rio. Abaixo estão os dubladores principais do filme.
- Marli Bortoletto — Mônica
- Angélica Santos — Cebolinha
- Elza Gonçalves — Magali
- Paulo Cavalcante — Cascão
- Orlando Viggiani — Franjinha

## Antecedentes e lançamento
Os dois primeiros longas-metragens baseados em Turma da Mônica, de Mauricio de Sousa (As Aventuras da Turma da Mônica (1982) e A Princesa e o Robô (1984)) tiveram relativo sucesso. O primeiro era dividido em histórias, e o segundo continha uma história só. Mauricio acabou preferindo o formato do filme dividido em histórias, já que elas poderiam, aos poucos, serem exibidas na televisão. Ele seguiu este modelo para seu próximo filme, As Novas Aventuras da Turma da Mônica (1986), e também o fez para Mônica e a Sereia do Rio. Para este, Mauricio queria fazer um musical, devido ao crescente interesse das crianças nos videoclipes. Após diversas sugestões, ele acabou por escolher Tetê Espíndola como a intérprete principal. Atuando como sereia, ela aparece em live-action interagindo com os personagens em animação.
Durante o "tempo ocioso" do estúdio de animação Black & White & Color, comprado no início dos anos 80 por Mauricio para produzir comerciais, eram feitas animações curtas, de cinco minutos, na esperança de que a TV Globo exibisse na programação. No entanto, sua preferida, "A Sereia do Rio", foi rejeitada por Boni. Mauricio se inspirou nela para Mônica e a Sereia do Rio. As cenas com Tetê Espíndola na história foram gravadas na Pousada do Rio Quente, em Goiás, e dirigidas por Walter Hugo Khouri. Embora ele normalmente dirigisse filmes para maiores de dezoito ou dezesseis anos, ele comentou que sempre teve certo interesse em dirigir um filme infantil, embora, neste caso, ele tenha dirigido apenas as cenas ao vivo, com duração de cerca de treze minutos.
O roteiro foi escrito por Mário Mattoso Neto e Arnaldo Galvão. Mônica e a Sereia do Rio foi lançado simultaneamente em dez cidades brasileiras, sendo nove capitais, no dia 7 de fevereiro de 1987. O filme foi lançado em VHS em pelo menos duas ocasiões: no final de 1987 ou início de 1988, pela Trans Vídeo, como parte de um pacote promocional contendo três VHS da Turma da Mônica, e no final de 1998, pela Publifolha, como parte da coleção "Clássicos da Turma da Mônica".

## Recepção e legado
| Críticas profissionais | Críticas profissionais |
| Avaliações da crítica  | Avaliações da crítica  |
| Fonte                  | Avaliação              |
| ---------------------- | ---------------------- |
| Diário do Pará         | Bom                    |

Mônica e a Sereia do Rio teve recepção mista da crítica. Risoleta Miranda, para o Diário do Pará, apontou que o filme era um "[b]om programa para a meninada" e notou que ter Walter Hugo Khouri como diretor era uma novidade, optando por uma "direção leve", contrastando com seus filmes passados baseados no existencialismo. O Jornal do Brasil notou que haviam "duas inadequações", sendo a primeira o fato do canto de Tetê Espíndola não se encaixar bem com a narrativa, e a outra a "apática direção nas cenas ao vivo" do diretor Walter Hugo Khouri, além da má coreografia das "crianças despreparadas". Rubens Ewald Filho escreveu ao A Tribuna que o filme cumpria sua função de entreter o público infantil, "preenchendo uma faixa do mercado", mas sem aumentar a reputação artística do estúdio de produção. Criticou a técnica de rotoscopia, que teve um resultado "razoável", além dos figurinos de Tetê Espíndola. Num comentário ao O Fluminense, Flávio Cândido brincou: "Não fosse o erro crasso de colocar a 'sereia' num rio, pois o ser mitológico é exclusivo dos mares, e o filme seria recomendável às crianças".
Ainda em 1987, Mônica e a Sereia do Rio foi exibido no Festival de Gramado e no Festival de Brasília do Cinema Brasileiro. Os bastidores do filme foram adaptados na história em quadrinhos "Uma Aventura Cinematográfica", da edição n.º 5 da Revista Mônica; Khouri aparece como personagem.